# Джаньони, Густаво
Густаво Джаньони (итал. Gustavo Giagnoni; 23 марта 1933, Ольбия, Италия — 7 августа 2018, Мантуя, Ломбардия, Италия) — итальянский футболист, центральный защитник, после завершения карьеры футболиста тренировал ряд сильных итальянских клубов.

## Карьера
В качестве игрока Джаньони начал карьеру в «Ольбии», но большую часть карьеры провёл в клубе «Мантова», кроме этого играл за «Реджану». В конце 60-х годов, завершив игровую карьеру, стал главным тренером «Мантовы», которую вывел в Серию А. Затем тренировал ряд сильных итальянских клубов, среди которых «Милан», «Болонья», «Торино» и «Рома». Особых успехов на тренерском поприще не добивался и титулов не завоёвывал. Закончил свою тренерскую карьеру Джаньони в 1992 году в клубе «Кремонезе».

## Достижения
- Победитель Серии B (1): 1970/71.